# 庄内統括センター
庄内統括センター（しょうないとうかつセンター）は、東日本旅客鉄道（JR東日本）新潟支社の駅・運転士・車掌を所管する組織である。
2022年3月12日に酒田、鶴岡の各駅、酒田運輸区を統合して発足。

## 所管

### 駅
- 酒田駅 - 所長所在駅
- 鶴岡駅

※ 上記は直営駅（有人駅）のみ記載
- 羽越本線 : 鼠ケ関駅 - 酒田駅間

### 乗務員
- 酒田駅構内に設置（旧酒田運輸区）

## 歴史
- 2022年3月12日 - 庄内統括センター（酒田、鶴岡の各駅、酒田運輸区の統合）が発足。

| スタブアイコン | サブスタブ | この項目は、まだ閲覧者の調べものの参照としては役立たない、鉄道に関連した書きかけの項目です。この項目を加筆・訂正などしてくださる協力者を求めています（P:鉄道/PJ:鉄道）。 |